# TACAN

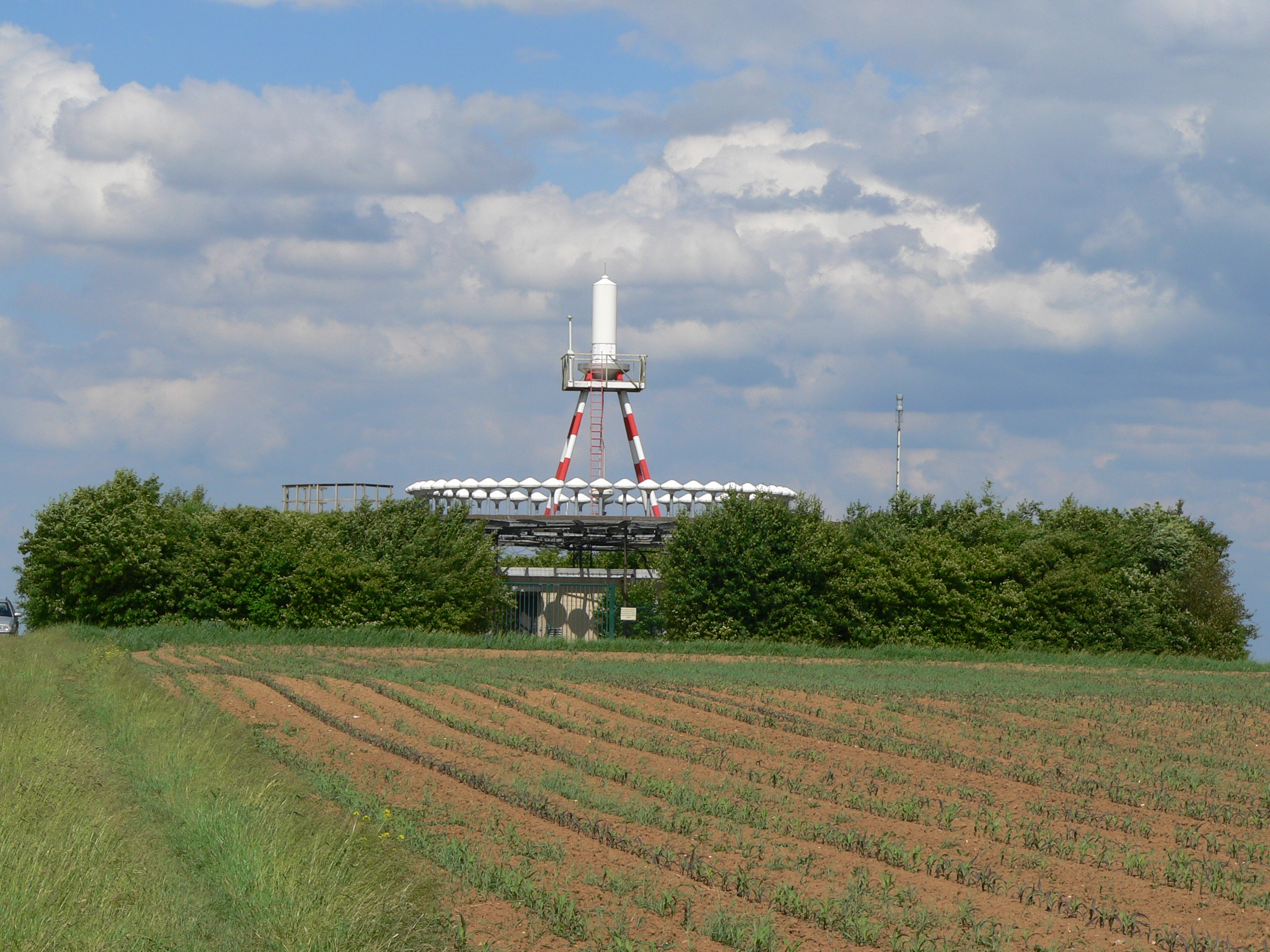

TACAN(tactical air navigation)은 군용 항공기의 항법 시스템이다. 항공기에게 지상 기지국으로부터의 거리 및 각도를 제공한다. 민간 항공기에 동일한 정보를 제공하는 VOR/DME보다 정밀한 시스템이다. VORTAC 기지국에서는 TACAN 시스템의 DME 부분을 민간 항공기용으로 사용이 가능하다.

## 같이 보기
- 거리측정장치
- GPS
- 초단파 전방향 무선표지